# Anergates
Anergates é um gênero de insetos, pertencente a família Formicidae.

## Espécies
- Anergates atratulus